# جوسبانك
جوسبانك (بالروسية: Госбанк, Государственный банк СССР)‏ (Gosudarstvenny Bank SSSR) — (بالعربية: بنك الدولة لاتحاد الجمهوريات الاشتراكية السوفياتية ) كان البنك المركزي للاتحاد السوفيتي من عام 1922 إلى عام 1991 ضمن النظام المصرفي أحادي الطبقة في البلاد. وبعد فجوة ممتدة في 1920-1921، استولى على إرث بنك الدولة للإمبراطورية الروسية . تم إنهاؤه في النهاية في 1 مارس 1992 بعد تفكك الاتحاد السوفيتي ، وتولت البنوك المركزية في الدول اللاحقة عملياته، بما في ذلك البنك المركزي الروسي ، والبنك الوطني الأوكراني ، والبنك الوطني الكازاخستاني ، وغيرها من البنوك المركزية في الدول الناتجة عن تفكك الاتحاد السوفيتي. .
كانت جوسبانك إحدى الهيئات الاقتصادية السوفيتية الثلاث، والسلطتان الأخريان هما جوسبلان (لجنة تخطيط الدولة) وجوسناب (لجنة الدولة للإمدادات الفنية للمواد). تعاون
جوسبانك بشكل وثيق مع وزارة المالية السوفيتية لإعداد ميزانية الدولة الوطنية.

## أنظر أيضا
- اقتصاد الاتحاد السوفييتي
- سبيركاسا
- نظام مصرفي أحادي الطبقة
- قائمة البنوك المركزية

## روابط خارجية
- Soviet Banking System, Pekka Sutela, Answers.com (accessed 2012-08-02)
- Nikolai Rovinsky (1944). "The State Budget of the USSR". مؤرشف من الأصل في 2023-10-01. باللغة الروسية